# 西迪邁茲吉舍區

36°41′00″N 6°43′00″E / 36.6833°N 6.7167°E
西迪邁茲吉舍區（阿拉伯语：‎），是阿爾及利亞的行政區，位於該國東北部，由斯基克達省負責管轄，首府設於西迪邁茲吉舍，面積332平方公里，1998年人口为50,615人，人口密度每平方公里150人。